# 麥迪遜維爾 (德克薩斯州)
麥迪遜維爾（英語：Madisonville）是一個位於美國德克薩斯州麥迪遜縣的城市。根據2010年美國人口普查，該地共人口4396人，而該地的面積約為11.10平方千米。同時該地也是麥迪遜縣的縣治。

## 地理
麥迪遜維爾的座標為30°57′03″N 98°54′45″W / 30.95083°N 98.91250°W，而該地的平均海拔高度為76米（即249英尺）。